# Chris Riddell
Chris Riddell (Ciutat del Cap, 13 d'abril de 1962) és un il·lustrador britànic i autor de llibres infantils i caricatures polítiques per a The Observer. Ha guanyat tres cops la Kate Greenaway Medal (2001, 2004, 2016), el premi dels llibreters britànics per al millor llibre infantil il·lustrat i també n'ha estat dos cops finalista. És l'únic autor que l'ha guanyat tres cops. El 2015 fou nomenat Children's Laureate.

## Vida
Chris Riddell nasqué a Sud-àfrica, on el seu pare exercia de vicari anglicà, progressista i oposat a l'apartheid. La família retornà a Anglaterra quan Riddell només tenia un any i s'instal·là a Brixton. Des de jove va mostrar talent artístic; de petit, admirava John Tenniel (1820-1914), l'il·lustrador d'Alícia en terra de meravelles. Va estudiar il·lustració a la Brighton Polytechnic, on tingué com a professor Raymond Briggs.
A part d'il·lustrar i escriure ell mateix llibres, va treballar com a il·lustrador a The Economist a partir dels 80 i al diari The Observer, des de 1995. Hi publica caricatures polítiques.

## Publicacions

### Sèries en col·laboració
- Sèrie The Edge Chronicles: Llarga sèrie de llibres, publicats des de 1998, escrits juntament amb Paul Stewart i il·lustrats per Riddell. Se situen en un món fictici, anomenat The Edge. En català se n'ha traduït un, el primer: Més enllà del bosc. Cròniques de l'abisme (Editorial Empúries, 2002)
  - Beyond the Deepwoods (1998)
  - Stormchaser (1999)
  - Midnight Over Sanctaphrax (2000)
  - Cloud Wolf (2001)
  - The Curse of the Gloamglozer (2001)
  - The Last of the Sky Pirates (2002)
  - Vox (2003)
  - Freeglader (2004)
  - The Edge Chronicles Maps (2004)
  - The Winter Knights (2005)
  - The Stone Pilot (2006)
  - Clash of the Sky Galleons (2006)
  - The Lost Barkscrolls (2007)
  - The Immortals (2009)[3]
- Sèrie Barnaby Grimes, amb Paul Stewart
- Amb Paul Stewart també ha col·laborat en la il·lustració de Muddle Earth i en altres llibres com Fergus Crane, Corby Flood, o Hugo Pepper, tots guanyadors del Nestlé Children's Book Prize.

### Sèrie Ottoline
Chris Riddell, autor i il·lustrador
- Ottoline and the Yellow Cat (2007) (cat. Ottolina i la gata groga Barcelona: Cruïlla, 2008)
- Ottoline Goes to School (2008) (cat. Ottolina va a l'escola Barcelona: Cruïlla, 2009)
- Ottoline at Sea (2010) (cat. Ottolina al mar Barcelona: Cruïlla, 2010)
- Ottoline and the Purple Fox (2016) (Ottolina i el guillot lila Barcelona: Cruïlla, 2017)

### SèrieGoth Girl.Ada Goth, en català
Chris Riddell, autor i il·lustrador
- Goth Girl and the Ghost of a Mouse (2013) (cat. L'Ada Goth i el ratolí fantasma, Barcelona: Cruïlla, 2014)
- Goth Girl and a Fete Worse than Death (2014) (cat. L'Ada Goth i la Festa Mortífera Barcelona: Cruïlla, 2014)
- Goth Girl and the Wuthering Fright (2015) (cat. L'Ada Goth i el concurs estrambòtic Barcelona: Cruïlla, 2015)
- Goth Girl and the Pirate Queen (2015)
- Goth Girl and the Sinister Symphony (es publicarà el 2017)

### Com a il·lustrador
- The Graveyard Book (2008), de Neil Gaiman
- The Sleeper and the Spindle (2013), de Neil Gaiman
- Coraline (2013) de Neil Gaiman (altres edicions del mateix llibre tenen altres il·lustradors)

## Premis
A més de ser finalista o nominat en diversos premis en moltes ocasions, ha obtingut els següents:
- 1997 Something Else, escrit per Kathryn Cave, premi UNESCO Prize for Children's and Young People's Literature in the Service of Tolerance
- 2001 Pirate Diary, escrit per Richard Platt, premi Kate Greenaway Medal
- 2003 Pirate Diary, premi Blue Peter Book Award, Best Book with Facts
- 2004 Jonathan Swift "Gulliver", adaptació de Martin Jenkins del clàssic de Swift, premi Greenaway Medal
- 2004 Fergus Crane, escrit per Paul Stewart, premi Nestlé Smarties Book Prize (categoria 6–8 anys) i el Smarties Prize "4Children Special Award"
- 2007 Ottoline and the Yellow Cat, premi Nestlé Smarties Book Prize (categoria 6–8 anys)
- 2008 Ottoline and the Yellow Cat, premi Red House Children's Book Award
- 2013 Goth Girl and the Ghost of a Mouse, premi Costa Book Awards (categoria infantil).
- 2016 The Sleeper and the Spindle, de Neil Gaiman, premi Kate Greenaway Medal